# 萧文玖
萧文玖（1915年—2001年10月12日），男，江西吉水人。中国人民解放军开国少将。第五届全国政协委员。

## 生平
萧文玖是江西省吉水县枫江镇江头村人。13岁参加农民暴动，担任本村儿童团团长。历任红二十军副官处勤务员，红三军第九师二团连指导员，红一军团补充一师营政治委员，第二团政治委员，红一军团第二无线电队政治委员，第二师教导营指导员。
抗战期间，任八路军晋察冀军区第二军分区第四团政治委员，平西军分区政治委员，平西军分区改称的第十一军分区司令员。
抗战胜利后，历任旅长，察哈尔军区副司令员兼参谋长、北岳军区副司令员兼纵队副司令员、晋中军区副司令员。
1949年后，任山西军区代司令员，中国人民志愿军第二十兵团参谋长，中国人民解放军第67军军长，北京军区参谋长、北京军区副司令员兼参谋长、北京军区顾问。
1955年，授予中国人民解放军少将。获二级八一勋章、一级独立自由勋章、一级解放勋章。

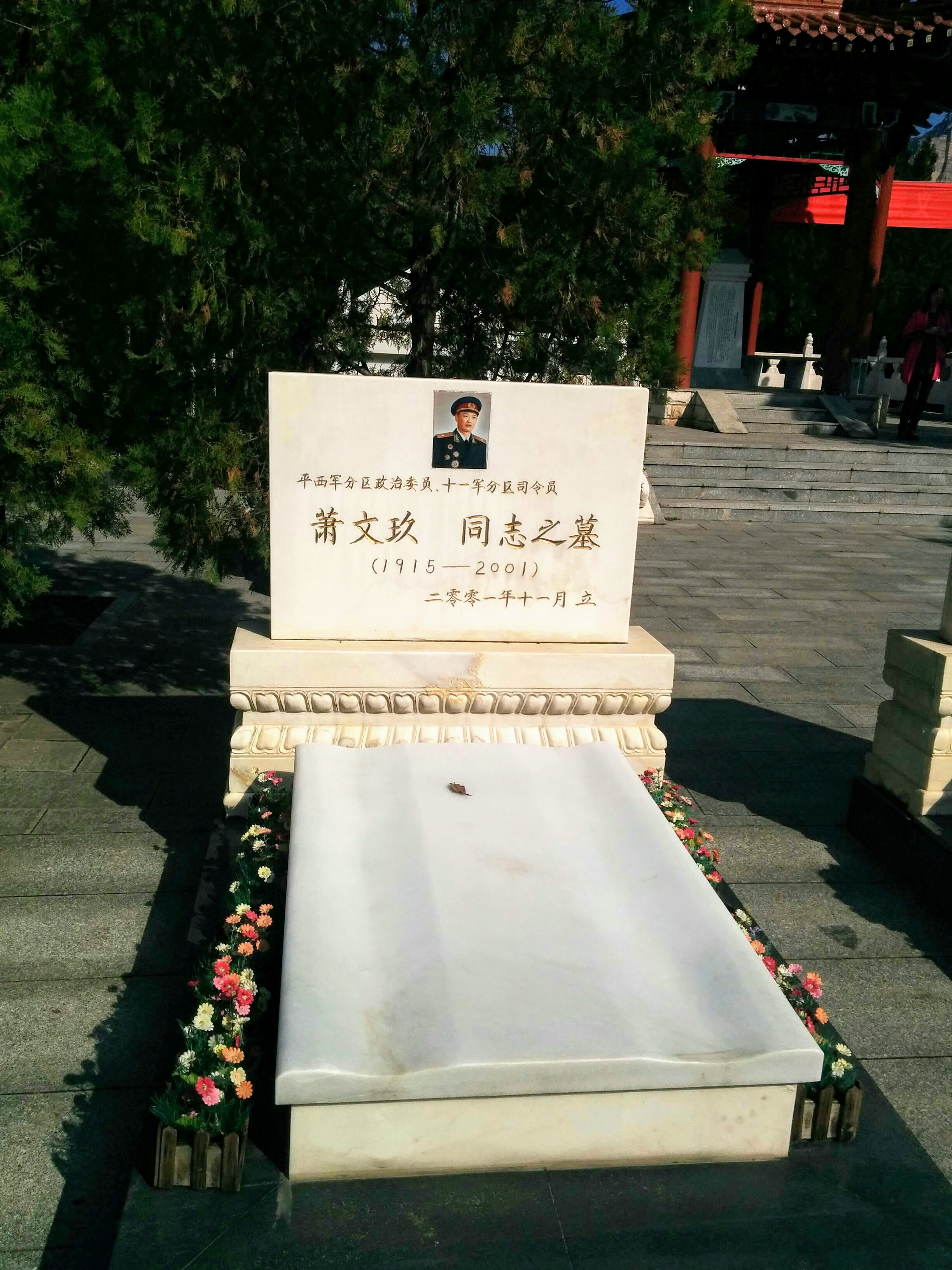
萧文玖之墓